# Koziarnia (wieś)
Koziarnia – wieś w Polsce, położona w województwie podkarpackim, w powiecie niżańskim, w gminie Krzeszów.

## Części wsi
| SIMC    | Nazwa        | Rodzaj    |
| ------- | ------------ | --------- |
| 0796938 | Budy         | część wsi |
| 0796944 | Ćwierci      | część wsi |
| 0796950 | Kolonia      | część wsi |
| 0796967 | Konstantynów | część wsi |

W latach 1975–1998 miejscowość administracyjnie należała do województwa tarnobrzeskiego.
Miejscowość powstała na przełomie XVIII i XIX wieku w dotąd niezagospodarowanym starorzeczu Sanu przez osadników polskich i niemieckich w dwóch punktach osadniczych: kolonii Konstantynów koło Kopek i Koziarni właściwej, dziś Ćwierci, przy Tarnogórze. Obecnie wieś jest podzielona na dwa sołectwa Koziarnia I i Koziarnia II.